# Blikkiesdorp

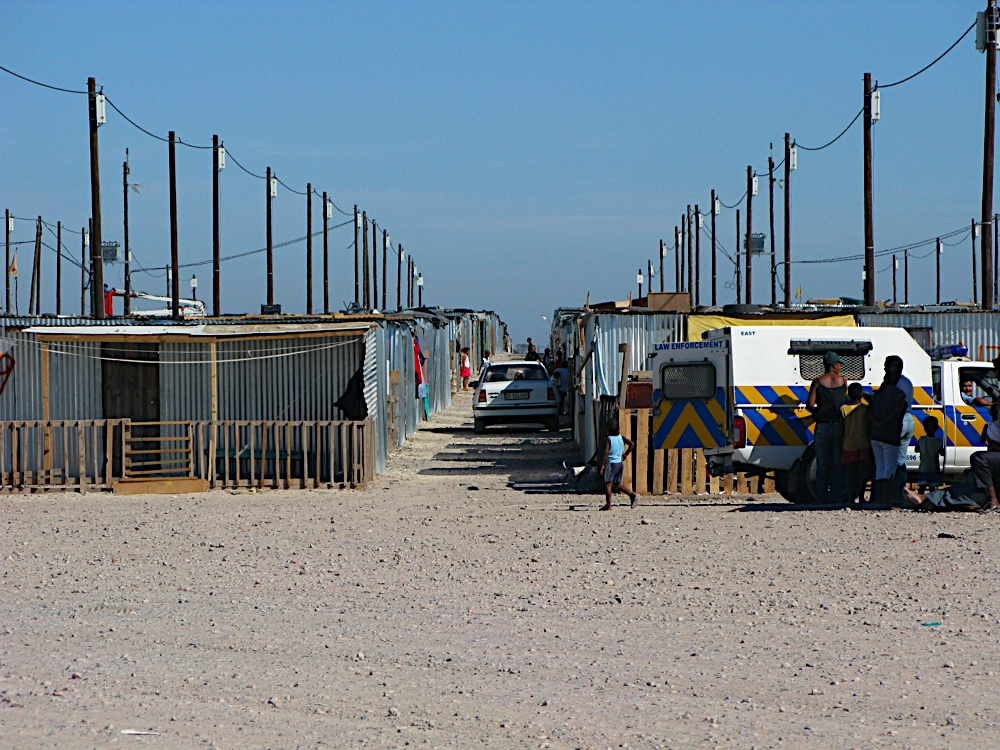
Blikkiesdorp (2009)

Blikkiesdorp (afrikaans für „Blechdosendorf“; offiziell Symphony Way Temporary Relocation Area) ist eine informelle Siedlung ca. 25 km entfernt von der Innenstadt Kapstadts in Südafrika. Der Name Blikkiesdorp beschreibt das Aussehen der Siedlung mit den geordneten, aneinandergereihten Ein-Zimmer-Wellblechhütten, die sich über das gepachtete Flughafen-Gelände erstreckt.

## Geographische Lage
Blikkiesdorp befindet sich im östlich von Kapstadt gelegenen Stadtteil Delft, zwischen dem Zentrum des Stadtteils und dem Flughafen Kapstadts.

## Geschichte
Zwei Jahre vor Ausrichtung der Fußball-WM 2010 in Südafrika unterzeichnete die Stadt Kapstadt einen Pachtvertrag des ungenutzten Flughafengeländes für 22 Jahre. Die Pacht und die Errichtung der Wellblechhütten für die Siedlung Blikkiesdorp kostete die Stadt schon im Voraus ca. 32 Millionen Rand (2,9 Millionen Euro).
5000 Menschen, die zuvor in der Innenstadt lebten, wurden 2008 gebeten, aus ihren dortigen Hütten und Lagern auszuziehen und in das neu errichtete „temporäre Umsiedlungsgebiet“ zu ziehen, das sich 25 km vom Stadtkern entfernt befindet. Wenn die Leute sich dagegen entschieden, drohte man ihnen mit Strafrechtlicher Verfolgung, welche basierend auf dem wieder eingeführtem „Slumgesetz“ bis zu fünf Jahren Haft bedeuteten. So wurden die Menschen ab 2008 gegen ihren Willen mit Lastwagen nach Blikkiesdorp gebracht. WM-Programmleiter behauptet allerdings, die Regierung habe keine Person gegen ihren Willen dorthin gebracht.
Blikkiesdorp ist in dieser Hinsicht kein Einzelfall im Land, auch die Stadt Durban hatte „Transitlager“ errichtet und die Provinz Gauteng die dort sogenannten „Regierungshütten“.
Nach Angaben der Bewohner weist Blikkiesdorp schlimmere Verhältnisse auf, als eine ehemalige Apartheids-Siedlung vor 1994.
Sie machen der FIFA Vorwürfe und geben dieser auch die Schuld an den miserablen Verhältnissen. Denn die südafrikanischen Menschen finden, dass die FIFA nur auf positive Aspekte für ein gutes Image hinweist, während der ganzen WM, nicht aber Aufmerksamkeit in Bezug auf die soziale Ungleichheit und das Leiden vieler Menschen unter der Ausrichtung der Fußball-WM 2010 erregt.
Aber nicht nur der FIFA werden Vorwürfe gemacht, sondern auch die südafrikanische Regierung wird kritisiert, dass für diese die erste Fußball-WM Ausrichtung auf dem ganzen afrikanischen Kontinent nur dazu diene reiche Fans und Touristen anzuziehen, nicht aber innenpolitische Probleme anzugehen oder Aufmerksamkeit darauf zu lenken.
Viele Bewohner sind seit Jahren von der Politik enttäuscht, denn die Parteien, vor allem wohl die ANC, machten Versprechungen, den in Blikkiesdorp leidenden Menschen zu helfen, kamen diesen aber nie nach. Die Politiker, einschließlich des südafrikanischen Präsidenten, hätten sich nie darum gekümmert, sich auch nur einmal selbst von der Lebenssituation und Verhältnissen der Menschen zu überzeugen. Die Bewohner von Blikkiesdorp berichten in Interviews, dass sie verzweifelt seien, wo sie sich noch Hilfe suchen könnten.
Denn obwohl die „vorübergehende Zwangsumsiedlung“ schon Jahre her ist, hat sich an den Verhältnissen nicht viel geändert, weshalb die Leute nicht mehr dort leben möchten, aber immer noch hoffnungsvoll auf die Vollendung des Bauprozesses ihrer neuen, von der Regierung versprochenen Wohnungen warten. Denn allein die Gewissheit über einen Umzug fehlt, was die Menschen dazu veranlasst, sich in Blikkiesdorp gar nicht erst einzurichten oder es gar ihr zuhause zu nennen.
Anwohner erzählen, dass sie offizielle Schreiben der Stadt bekommen, auf welchen sie darüber informiert werden, dass sie auf einer Warteliste für den sozialen Wohnungsbau stehen. Doch was ihnen nicht gesagt wird, ist, dass diese Projekte entweder gar nicht stattfinden oder dass sie mehrere Jahrzehnte warten müssen.
Die Airport Company Südafrikas, auf dessen Boden Blikkiesdorp errichtet wurde, plant seit ein paar Jahren eine Vergrößerung des Flughafens, inklusive neuer Start- und Landebahn, welche aus Platzgründen durch die Siedlung gehen müssten. Die Stadt Kapstadt und die Airport Company South Africa unterzeichneten diesbezüglich sogar schon eine Vereinbarung, die den Pachtvertrag ungültig machen soll bzw. nicht verlängerbar. Dies sorgt bei den Anwohnern für zusätzliche Unsicherheit, da sie nicht wissen, wohin sie als Nächstes zwangsumgesiedelt werden.

## Aufbau
Blikkiesdorp wurde mit 1300 3 × 6 m Wellblechhütten errichtet, welche reihenförmig, in verschiedene Blocks aufgeteilt und nummeriert sind. Die Hütten bestehen nur aus einem Zimmer, welches sich teilweise von bis zu acht Personen einer Großfamilie geteilt werden muss. Durch den mangelnden Platz erweitern viele Familien ihr Grundstück illegalerweise um einen kleinen Garten oder um einen kleinen Anbau einer anderen Hütte. Auch Toilette und Waschbecken werden sich von vier Familien (4 Wohneinheiten) geteilt.
Die Straßen sind voller Schlaglöcher und sehr staubig im Sommer und werden zu reißenden kleinen Bächen im Winter oder wenn es regnet, was es schwer macht, diese mit dem Auto zu passieren. Sowohl die Straßen, als auch die Umgebung wirken trostlos, aufgrund der fehlenden Bäume und Pflanzen.
Die Einzimmer-Wellblech Hütten verfügen über dünne und nichtisolierte Wände, sodass sie sich mit einer Schere durchtrennen lassen. Dies führt auch dazu, dass sich die Hitze im Sommer staut und es stickig wird, manchmal Temperaturen bis zu 40 Grad erreicht werden; im Winter wiederum führt es dazu, dass es kalt ist und nachts gelegentlich frieren kann.
Die Bewohner Blikkiesdorp selbst ziehen Vergleiche zu ehemaligen Konzentrationslagern, aufgrund ihrer Stacheldrahtzäune, die einmal um die Siedlung herumreichen und der polizeilichen Überwachung an den einzigen zwei Ein- und Ausgängen, sowie regelmäßige polizeiliche Patrouillen, welche diesen zufolge für Recht und Ordnung sorgen sollen.

## Probleme und Kriminalität
Die Bewohner von Blikkiesdorp leben nach dem Motto „Hütten mit Strom und Wasser gegen den Verlust von sozialen Bindungen und Zugang zur Arbeit“. Zwar werden die Wellblechhütten mit Strom versorgt, doch dies geschieht über freistehende Strommasten direkt zwischen den Hütten, was nicht nur gefährlich für die Kinder ist, aber auch für alle anderen Anwohner, da viele gelegentlich ihre nasse Wäsche zum Trocknen über die Verbindungskabel hängen.
Hinzu kommen die begrenzten Ressourcen, wie Wasser, denn wenn Kinder im heißen Sommer mit Wasser spielen, gibt es schnell Beschwerden von Erwachsenen, die das wertvolle Wasser zum Kochen, Putzen und Waschen benötigen.
Durch die weite Entfernung zum Stadtzentrum, wo alle ehemaligen Arbeitsplätze der Bewohner liegen, gestaltete es sich schwer dort hinzukommen, weshalb viele Menschen arbeitslos wurden. Hinzu kommt, dass es schwer für die Menschen ist, sich für eine Arbeitsstelle zu bewerben, wenn sie keine offizielle, legale Anschrift besitzen.
Auch für die Kinder mangelt es an Bildung, denn keine Schule ist nah und sie müssen jeden Tag einen mehrere kilometerlangen Fußmarsch hinter sich bringen, um die Schule zu erreichen. Dies wird dann zu einem Problem, wenn es schlechtes Wetter gibt. Oft ließ ein Kind an der nahegelegenen Hauptstraße sein Leben.
Darüber hinaus gibt es eine hohe Geburtenrate in Blikkesdorp. Viele Kinder werden geboren, die zunächst nicht bei der Stadt gemeldet werden, was spätestens bei der Einschulung zu einem Problem wird, da kein Kind eine öffentliche Institution besuchen kann, ohne eine Geburtsurkunde zu besitzen. Die Vergewaltigungszahl, vor allem von Kindern, ist erschreckend hoch.
Abgesehen von den strukturellen Problemen, gibt es auch medizinische Probleme in Blikkiesdorp. Unterernährung, HIV (Human Immunodeficiency Virus) und Tuberkulose bereiten den dortigen Familien große Probleme, denn durch unzureichende medizinische Versorgung sind diese Krankheiten nur schwer behandelbar. Schätzungsweise 2500 Menschen  benötigen dringend medizinische Hilfe und Unterstützung. Delft Klinik befindet sich 2,5 km von der Siedlung entfernt, was allerdings fußläufig in einer schwerkranken Verfassung schwer zu erreichen ist.
Ebenso eine große Schwierigkeit bereitet die hohe Kriminalität, welche das Leben der Bewohner Blikkiesdorps eindeutig erschwert. Wobei auch häusliche Gewalt an der Tagesordnung ist. Seit 2010 gab es außerdem immer wieder fremdenfeindliche Angriffe gegen die dort lebenden Menschen.
Des Weiteren gab es, Erzählungen mehrerer Anwohner zufolge, nächtliche polizeiliche Gewalt. Um die Gegend, vor allem in Zeiten der ersten in Afrika ausgetragenen Fußball-WM, sicher zu halten, schlugen Polizisten Bewohner zusammen, die sich nachts nicht in ihren Hütten befanden.
Hinzu kommt das Problem mit Drogen, sowohl im Handel als auch der Konsum. Drogendealer geben Bewohnern aus Blikkiesdorp Geld dafür, dass diese eine kleine Menge an Drogen bei sich verstecken. Doch dies ist nicht das einzige Problem in der Hinsicht. Darüber hinaus gibt es einen großen Wettbewerb zwischen den Anwohnern, der dazu führt, dass wenn Nachbarn sehen, wie andere Geld für Drogenverstecke bekommen, fangen die Nachbarn die Drogendealer ab und möchten ein noch besseres Geschäft mit diesem machen.
Durch die Anwesenheit vieler Gangs, die das Territorium für sich beanspruchen möchten, entstehen große Rivalitäten, welche oft in Prügeleien oder Schießereien enden. Was nicht sehr förderlich für die dortigen Kinder ist, da diese oftmals aus Langeweile das Verhalten zu kopieren versuchen.
Trotz der zahlreichen, schwierigen Probleme sind sich die Bewohner sicher, dass sich die Verhältnisse in Blikkiesdorp gebessert hätten, wären nicht immer mehr Familien hinzugezogen. Denn schon ab 2010 wurden mehr als 1600 Menschen mehr erwartet, die nach Blikkiesdorp ziehen.
Dennoch betonen die Menschen auch, dass sie lieber in diesen schlechten Bedingungen leben, als obdachlos zu sein.

## Allgemeine Zahlen zur Fußball-WM 2010 in Südafrika
Die Kosten der Fußball-WM 2010 in Südafrika betrugen anstatt 150 Millionen Euro 2,6 Milliarden Euro, was einen Anstieg von 1709 % von der Planung zu tatsächlichen Kosten beträgt. Statt geplante 520 Millionen Euro Gewinn zu machen, machte Südafrika einen Verlust von mindestens 2,1 Milliarden Euro. Die FIFA steigerte ihre Gewinne dagegen im Vergleich zu 2006 um 50 %. Die Menschen leiden sehr unter diesem Verlustgeschäft der südafrikanischen Regierung, denn allein die Instandhaltung der riesigen, neuen Stadien kostet die Regierung jährlich ca. 2,5 Millionen Euro, die allerdings viel dringender an anderen Stellen im Land gebraucht werden. Auch der Bau der Stadien und alles drumherum schuf nicht wie erhofft dauerhafte Arbeitsplätze, stattdessen stieg die Arbeitslosenquote nach der WM um weitere 4,7 % im Vergleich zu Jahren vor der WM-Ausrichtung.
Auch 7,8 % der 5,9 Millionen Menschen im Land sind an HIV erkrankt, trotz einer besseren Aufklärung und HIV-Versorgung mit 40 % weniger Neuinfektionen. Auch die durchschnittliche Lebenserwartung ist von 53 Jahren (2010) auf 64 Jahre (2018) gestiegen.